# Королёва, Екатерина (футбольный судья)
Екатерина (Катя) Королёва (англ. Ekaterina "Katja" Koroleva; род. 20 марта 1987, Новосибирск) — американская футбольная судья. Судья ФИФА с 2014 года.

## Карьера
Обслуживает матчи Национальной женской футбольной лиги, а также Чемпионшип ЮСЛ и Лигу один ЮСЛ. В 2015 году судила финал НЖФЛ. С 2017 года является видео ассистентом в MLS.
На международном уровне принимала участие в Панамериканских играх 2015, где судила матч за третье место в женском турнире. Также работала на юношеском чемпионате мира среди женщин 2016 и 2018.
В 2019 году попала в список судей женского чемпионата мира 2019 во Франции.